# Вервие (окръг)
Вервие (на френски: Verviers; на немски: Verviers) е окръг в Източна Белгия, провинция Лиеж. Площта му е 2016 km², а населението – 287 374 души (по приблизителна оценка от януари 2018 г.). Административен център е град Вервие.